# Leichtathletik-Länderkampf der Männer 1937 Deutschland – Österreich
| 5. Leichtathletik-Länderkampf mit deutscher Beteiligung 1937 | 5. Leichtathletik-Länderkampf mit deutscher Beteiligung 1937 |
| ------------------------------------------------------------ | ------------------------------------------------------------ |
|                                                              |                                                              |
| Ländervergleich der Männer: Deutschland – Österreich         |                                                              |
| Austragungsort                                               | Nürnberg                                                     |
| Wettbewerbe                                                  | 19                                                           |
| Datum                                                        | 21./22. August 1937                                          |
| 1. GER 2. AUT                                                | 118 Punkte 077 Punkte                                        |
| Chronik                                                      |                                                              |
| ← DNK-GER (M)                                                | POL-GER (M) →                                                |

Im fünften Vergleichs im Länderkampfjahr 1937, traten Deutschlands Männer gegen Österreich an. Auf diesen Gegner war Deutschland im Rahmen eines Fünf-Länderkampfs im Jahr 1925 bereits einmal getroffen. 1937 wurde nun in Nürnberg am 21./22. August die erste Zwei-Länderbegegnung zwischen den beiden Nationen ausgetragen. Parallel fanden fünf weitere deutsche Länderkämpfe an anderen Orten mit anderen Nationen an diesem Wochenende statt.

## Wettbewerbe und Modus
In dieser Veranstaltung standen wie schon in anderen Länderkämpfen zuvor mit dem 10.000-Meter-Lauf, dem 400-Meter-Hürdenlauf, dem Dreisprung und dem Hammerwurf vier zusätzliche Disziplinen gegenüber den meist üblichen Wettbewerben auf dem Programm. Gewertet wurde nach dem später üblichen System. Einzelwettbewerbe: Pl. 1: 5 P, Pl. 2: 3 P, …, Pl. 4: 1 P. Staffeln: Pl. 1: 3 P, Pl. 2: 1 P.

## Resultat
Die deutschen Sportler traten nicht in Bestbesetzung an. Da sechs Länderkämpfe an verschiedenen Orten gleichzeitig stattfanden, musste Deutschland seine stärksten Athleten auf die verschiedenen Ereignisse verteilen, sodass die Mannschaften vor allem mit Athleten aus der zweiten Reihe besetzt waren. Die beiden Mittelstrecken 800 und 1500 Meter, den 10.000-Meter-Lauf und den Dreisprung entschieden Österreichs Sportler für sich. In allen anderen Wettbewerben lag Deutschland vorn. In der Gesamtabrechnung ergab das einen deutlichen deutschen Sieg mit 118 zu 77 Punkten.

## Resultate

### 100 m
| Platz | Athlet            | Land | Zeit (s) |
| ----- | ----------------- | ---- | -------- |
| 1     | Erich Borchmeyer  | GER  | 10,9     |
| 2     | Ludwig Marxreiter | GER  | 11,3     |
| 3     | Robert Struckl    | AUT  | 11,4     |
| 4     | Ludwig Berger     | AUT  | 11,8     |

Datum: 21. August

### 200 m
| Platz | Athlet           | Land | Zeit (s) |
| ----- | ---------------- | ---- | -------- |
| 1     | Erich Borchmeyer | GER  | 21,8     |
| 2     | Robert Struckl   | AUT  | 22,1     |
| 3     | Bert Sumser      | GER  | 22,3     |
| 4     | Zangerl          | AUT  | 23,8     |

Datum: 22. August

### 400 m
| Platz | Athlet                 | Land | Zeit (s) |
| ----- | ---------------------- | ---- | -------- |
| 1     | Peter Robens           | GER  | 48,9     |
| 2     | Johann Baptist Gudenus | AUT  | 50,0     |
| 3     | Max Pöschl             | GER  | 51,0     |
| 4     | Erlacher               | AUT  | 51,4     |

Datum: 22. August

### 800 m
| Platz | Athlet             | Land | Zeit (min) |
| ----- | ------------------ | ---- | ---------- |
| 1     | Franz Eichberger   | AUT  | 1:57,4     |
| 2     | Wolfgang Dessecker | GER  | 1:57,4     |
| 3     | Ernst Zehnter      | GER  | 1:58,3     |
| 4     | Karl Leban         | AUT  | 2:00,9     |

Datum: 21. August

### 1500 m
| Platz | Athlet           | Land | Zeit (min) |
| ----- | ---------------- | ---- | ---------- |
| 1     | Franz Eichberger | AUT  | 4:01,0     |
| 2     | Alfred Dompert   | GER  | 4:02,3     |
| 3     | Karl Leban       | AUT  | 4:03,8     |
| 4     | Kurt Ritter      | GER  | 4:04,0     |

Datum: 22. August

### 5000 m
| Platz | Athlet            | Land | Zeit (min) |
| ----- | ----------------- | ---- | ---------- |
| 1     | Georg Ostertag    | GER  | 15:07,6    |
| 2     | Ferdinand Muschik | AUT  | 15:13,     |
| 3     | Franz Grojer      | AUT  | 15:31,0    |
| 4     | Hermann Eberlein  | GER  | 15:49,2    |

Datum: 21. August

### 10.000 m
| Platz | Athlet             | Land | Zeit (min) |
| ----- | ------------------ | ---- | ---------- |
| 1     | Ferdinand Muschik  | AUT  | 31:38,8    |
| 2     | Heinrich Hönninger | GER  | 31:52,2    |
| 3     | Eugen Bertsch      | GER  | 32:25,8    |
| 4     | Rudolf Wöber       | AUT  | 33:19,4    |

Datum: 22. August

### 110 m Hürden
| Platz | Athlet          | Land | Zeit (s) |
| ----- | --------------- | ---- | -------- |
| 1     | Erwin Wegner    | GER  | 14,7     |
| 2     | Carl Grampp     | GER  | 15,3     |
| 3     | Johann Langmayr | AUT  | 15,9     |
| 4     | Hans Studnicka  | AUT  | 16,0     |

Datum: 22. August

### 400 m Hürden
| Platz | Athlet         | Land | Zeit (s) |
| ----- | -------------- | ---- | -------- |
| 1     | Reinhold Böhm  | GER  | 54,5     |
| 2     | Max Mayr       | GER  | 55,0     |
| 3     | Hans Studnicka | AUT  | 55,9     |
| 4     | Ernst Leitner  | AUT  | 68,0     |

Datum: 21. August

### 4 × 100 m Staffel
| Platz | Besetzung       | Land                                                       | Zeit (s) |
| ----- | --------------- | ---------------------------------------------------------- | -------- |
| 1     | Deutsches Reich | Erich Borchmeyer Peter Robens Bert Sumser Albert Steinmetz | 42,4     |
| 2     | Österreich      | Aschermann Robert Struckl Ludwig Berger Kubista            | 43,3     |

Datum: 22. August

### 4 × 400 m Staffel
| Platz | Besetzung       | Land                                                           | Zeit (min) |
| ----- | --------------- | -------------------------------------------------------------- | ---------- |
| 1     | Deutsches Reich | Peter Robens Max Pöschl Wolfgang Dessecker Bert Sumser         | 3:22,2     |
| 2     | Österreich      | Johann Baptist Gudenus Franz Eichberger Zangerl Hans Studnicka | 3:27,2     |

Datum: 22. August

### Hochsprung
| Platz | Athlet            | Land | Höhe (m) |
| ----- | ----------------- | ---- | -------- |
| 1     | Kurt Augustin     | GER  | 1,85     |
| 2     | Hans Haag         | GER  | 1,80     |
| 3     | Alfred Bauer      | AUT  | 1,75     |
| 4     | Fritz Flachberger | AUT  | 1,75     |

Datum: 22. August

### Stabhochsprung
| Platz | Athlet            | Land | Höhe (m) |
| ----- | ----------------- | ---- | -------- |
| 1     | Julius Müller     | GER  | 3,90     |
| 2     | Josef Haunzwickel | AUT  | 3,90     |
| 3     | Hugo Huber        | AUT  | 3,60     |
| 4     | Hermann Kilian    | GER  | 3,50     |

Datum: 21. August

### Weitsprung
| Platz | Athlet           | Land | Weite (m) |
| ----- | ---------------- | ---- | --------- |
| 1     | Carl Grampp      | GER  | 7,04      |
| 2     | Egon Karf        | AUT  | 6,84      |
| 3     | Max Mayr         | GER  | 6,81      |
| 4     | Karl Kotratschek | AUT  | 6,71      |

Datum: 22. August

### Dreisprung
| Platz | Athlet            | Land | Weite (m) |
| ----- | ----------------- | ---- | --------- |
| 1     | Karl Kotratschek  | AUT  | 14,26     |
| 2     | Konrad Engelhardt | GER  | 13,68     |
| 3     | Alfred Bauer      | AUT  | 12,94     |
| 4     | Paul Rapp         | GER  | 12,49     |

Datum: 21. August

### Kugelstoßen
| Platz | Athlet             | Land | Weite (m) |
| ----- | ------------------ | ---- | --------- |
| 1     | Ernst Lampert      | GER  | 14,59     |
| 2     | Fritz Coufal       | AUT  | 13,95     |
| 3     | Adolf Kamputsch    | AUT  | 13,75     |
| 4     | Otto Würfelsdobler | GER  | 13,04     |

Datum: 22. August

### Diskuswurf
| Platz | Athlet             | Land | Weite (m) |
| ----- | ------------------ | ---- | --------- |
| 1     | Ernst Lampert      | GER  | 45,52     |
| 2     | Johann Wotapek     | AUT  | 45,09     |
| 3     | Otto Würfelsdobler | GER  | 43,38     |
| 4     | Hermann Tunner     | AUT  | 42,67     |

Datum: 21. August

### Hammerwurf
| Platz | Athlet        | Land | Weite (m) |
| ----- | ------------- | ---- | --------- |
| 1     | Hans Küfner   | GER  | 49,50     |
| 2     | Oskar Lutz    | GER  | 48,38     |
| 3     | Emil Janausch | AUT  | 45,35     |
| 4     | Fritz Coufal  | AUT  | 40,67     |

Datum: 21. August

### Speerwurf
| Platz | Athlet             | Land | Weite (m) |
| ----- | ------------------ | ---- | --------- |
| 1     | Alois Eding        | GER  | 63,87     |
| 2     | Willy Haas         | GER  | 60.00     |
| 3     | Ernst Zahlbruckner | AUT  | 57,78     |
| 4     | Franz Bucher       | AUT  | 56,43     |

Datum: 22. August

## Weblink
- Siege an allen sieben Fronten, Berichte zu am 21./22. August parallel stattfindenden sechs Männerländerkämpfen und einem Frauenvergleich. In: Ostdeutsche Morgenpost 23. August 1937 (PDF; 1532 KB), S. 3, sbc.org.pl, abgerufen am 28. Mai 2024